# Собор новомучеников и исповедников Слободского края
Собор новомучеников и исповедников Слободского края — праздник Украинской православной церкви, установлен в память новомучеников и исповедников пострадавших на Слободской Украине в годы большевистского гонения на Церковь и советских репрессий.

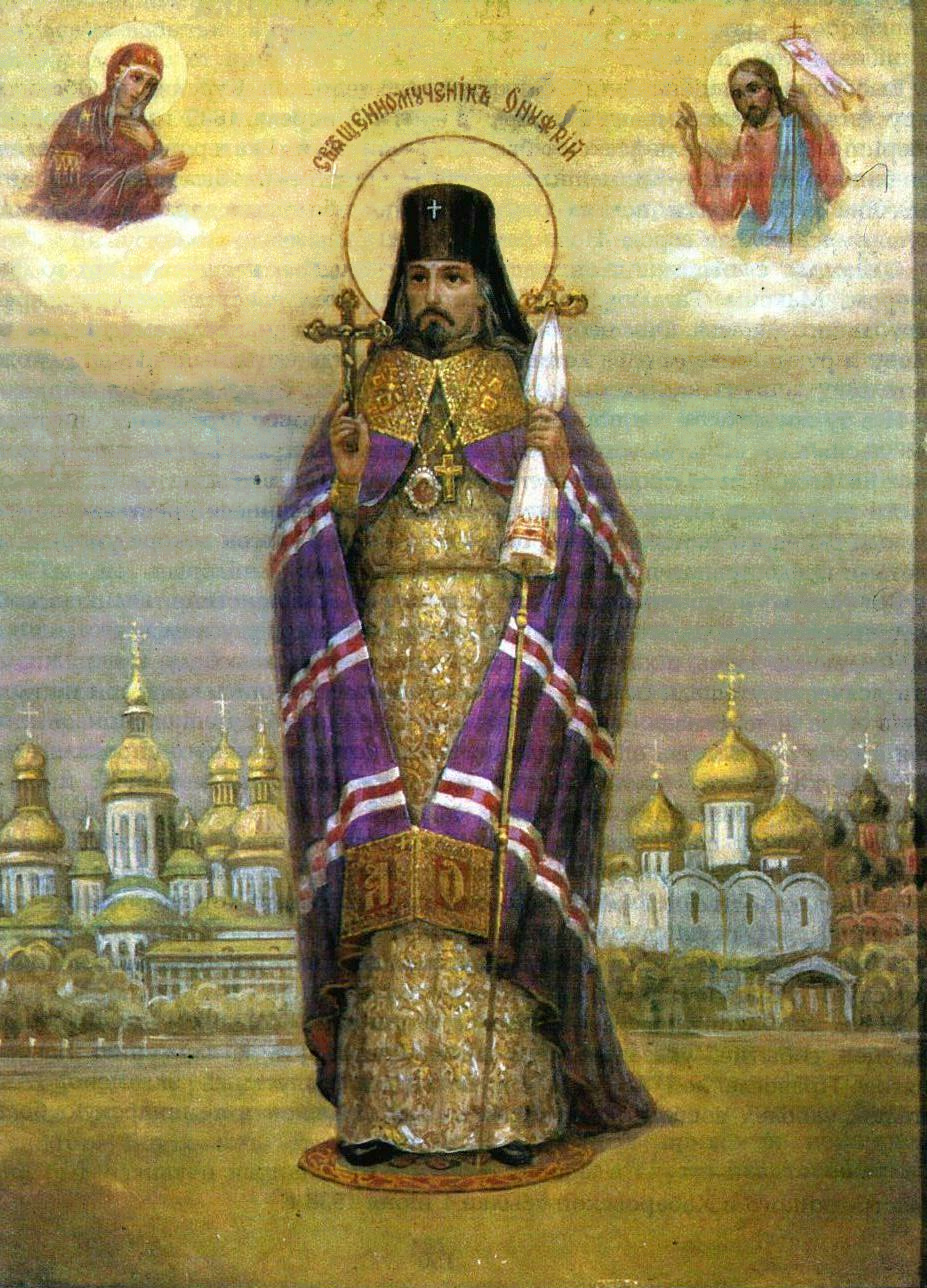
Священномученик Онуфрий (Гагалюк)

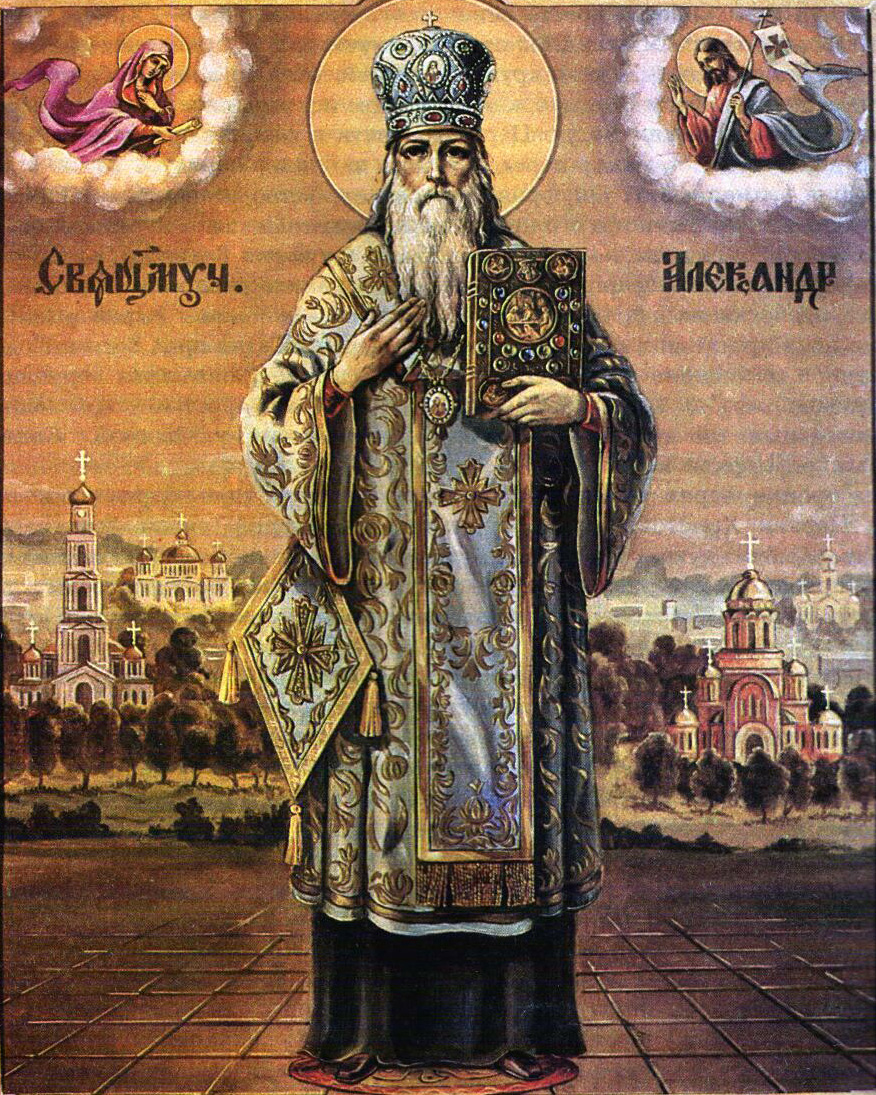
Священномученик Александр (Петровский)

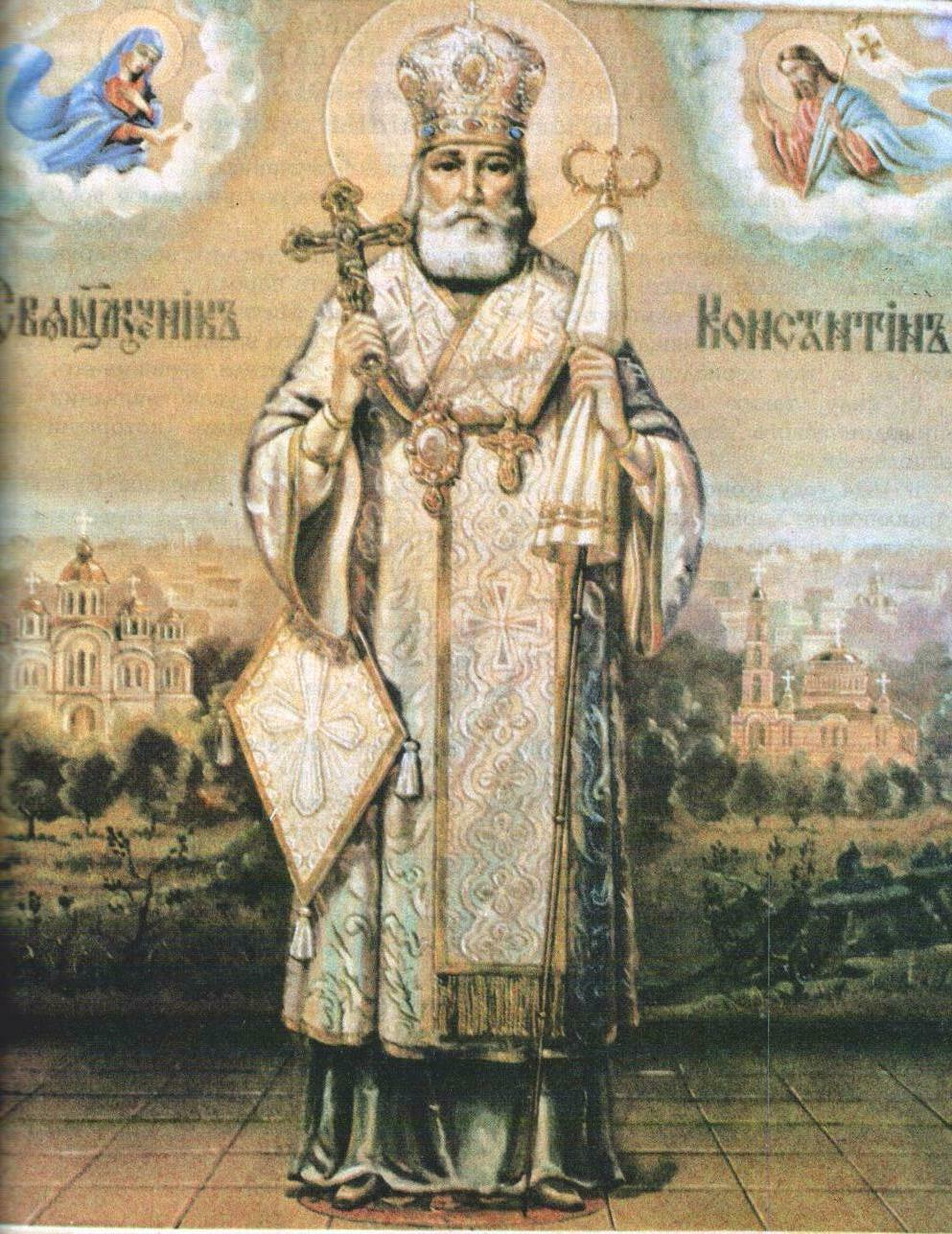
Священномученик Константин (Дьяков)

## Установление празднования
Празднование установлено 22 июня 1993 года на заседании Священного Синода УПЦ для местного почитания.
Синодом причислено к местночтимым святым ряд священнослужителей и церковнослужителей. Среди них — священномученик архиепископ Харьковский Александр (Петровский), временно управляющий Харьковской Епархией в тяжёлые 1930-е годы архиепископ Онуфрий (Гагалюк), митрополит Константин (Дьяков), архиепископ Иннокентий (Летяев), архиепископ Иннокентий (Тихонов), и другие православные подвижники.
Служба собору святых составлена митрополитом Никодимом (Руснак).
Синодом причислено к местночтимым святым ряд священнослужителей и церковнослужителей. Среди них — священномученик архиепископ Харьковский Александр (Петровский), временно управляющий Харьковской Епархией в тяжёлые 1930-е годы архиепископ Онуфрий (Гагалюк), митрополит Константин (Дьяков), архиепископ Иннокентий (Летяев), архиепископ Иннокентий (Тихонов), и другие православные подвижники.
Служба собору святых составлена митрополитом Никодимом (Руснак).

## Священномученики
- 1. Сщмч. Онуфрий (Гагалюк), архиеп. Курский и Обоянский (†1938)[2]
- 2. Сщмч. Александр (Петровский), архиеп. Харьковский (†1940)
- 3. Сщмч. Иаков Редозубов, протоиерей (†1938)[3]
- 4. Сщмч. Петр Дорошенко, протоиерей (†1938)[3]
- 5. Сщмч. Алексей Татаринов, иерей (†1938)[3]
- 6. Сщмч. Виктор Яворский, иерей (†1938)
- 7. Сщмч. Владимир Василевский, иерей (†1938)[3]
- 8. Сщмч. Гавриил Протопопов, иерей (†1938)[3]
- 9. Сщмч. Дионисий Чаговец, иерей (†1937)[3]
- 10. Сщмч. Иаков Мартыненко, иерей (†1937)[3]
- 11. Сщмч. Иларион Жуков, иерей (†1938)[3]
- 12. Сщмч. Иоанн Тимонов, иерей (†1937)[3]
- 13. Сщмч. Иоанн Федоров, иерей (†1937)[3]
- 14. Сщмч. Иоанн Федоров II, иерей (†1941)
- 15. Сщмч. Лукиан Федотов, иерей (†1938)[3]
- 16. Сщмч. Николай Ефимов, иерей (†1938)[3]
- 17. Сщмч. Николай Мигулин, иерей (†1937)[3]
- 18. Сщмч. Павел Краснокутский, иерей (в 1930 приговорен к 10 гг. заключения)[3]
- 19. Сщмч. Сергий Шипулин, иерей (в 1940 приговорен к 5 гг. заключения)
- 20. Сщмч. Симеон Оськин, иерей (†1937)[3]
- 21. Сщмч. Стефан Андронов, иерей (†1937)[3]
- 22. Сщмч. Спиридон Евтушенко, диакон (†1938)

## Преподобномученики
- 23. Прпмч. Варсонофий (Мамчич), архимандрит (†1938)
- 24. Прпмч. Киприан (Янковский), архимандрит (†1938)
- 25. Прпмч. Антоний (Горбань), иеромонах (†1937)
- 26. Пщмч. Паисий (Москот), иеромонах (†1937)[3]

## Преподобноисповедник
- 27. Преподобноисповедник Серафим (Загоровский), иеромонах (†1943)

## Мученики
- 28. Мч. Андрей Мищенко, регент (†1938)
- 29. Мч. Иоанн Кононенко, регент (†1938)
- 30. Мч. Филипп Ординец, регент (†1938)

## Священномученики, чьими именами собор дополнен позже
- 31. Сщмч. Иннокентий (Летяев), архиепископ Харьковский (†1936)
- 32. Сщмч. Иннокентий (Тихонов), архиепископ Харьковский (†1937)
- 33. Сщмч. Константин (Дьяков), митрополит Киевский (†1937)

## Святые Слободского края не вошедшие в собор
1. Преподобноисповедник Иоанн (Стрельцов) — игумен Святогорский, родившийся и служивший на Харьковщине, рукоположёный архиепископом Онуфрием (Гагалюк) в Харькове.
2. Священномученик Антоний (Панкеев) — епископ Белгородский, в конце 1924 года был арестован и сослан в Харьков, откуда продолжал управлять викариатством. В сентябре 1926 года был арестован в Харькове.

## Молитва новомученикам
МОЛИТВА СВЯТЫМ СВЯЩЕННОМУЧЕНИКОМ ОНУФРИЮ, АЛЕКСАНДРУ И КОНСТАНТИНУСО НОВОМУЧЕНИКИ ЗЕМЛИ СЛОБОДСКИЯ, ЗА ИМЯ БОЖИЕ И ЦЕРКОВЬ ПРАВОСЛАВНУЮ ПОСТРАДАВШИМ
О многострадальне священномучениче и верный исповедниче Христов Онуфрие! Имея веру адамантову и любовь серафимскую ко Господу, и ревность ко Храму Божию Давидову, попечение же Павлово о благостоянии Церкви Христовой, вся беды и скорби, гонение и поношение, и узы темничнии всеусерднейше понесл еси, всеблаженне.
Ныне же, со всеми страстотерпцы земли Слободския, славно пострадавших и веру православную соблюдших, принеси молитву сердечную за нас ко всех Владыце, якоже иногда за соузников своих темничных молился еси, егда за Имя Божие и веру святую православную истребляху их, да милосердствуя, оградит Господь Свою Святую Церковь и нас от злобы и лукавства сынов беззаконных, жаждущих крови нашея, от них же сам гоним был еси и лютую смерть претерпел преславно. Сии бо духом ада предводимы, храмы святыя и алтари их разоряюще и Имя Божие хуляще, овы же ересьми и расколы, иные клеветою и лжепрорицаниями, и чудесе ложными, насаждая пагубныя сборища свои, яко же волки хищнии, устремишася чад Церкви Православныя поглотити и погубити.
Сего ради молим вас прилежно, святителие Христовы Онуфрие, Алек-сандре и Константине, священнодействовавших пред Лицем Божиим кровию своею и добродетельми новомучеников земли нашея возвеличившими Пресвятое Имя Его, молитися, да не погубит нас Господь грех ради наших и не предаст души наша в руки ангелов лютых. Да не поядет огонь юноши наша и девы не неосетованы будут, священницы же наша да не падут от меча лютаго, и вдовицы не оплаканы явятся, нас же в поношение и посрамление вечного пленения да не предаст Господь.
Вы же, предстателие наша теплейшии, помяните нашу немощь, укрепите нас в любве вашей ко Господу и в мужественном стоянии, даже до крове за святую веру православную, и умолите Владыку мира, даровати нам и грядущим по нас мир и благоденствие, благорастворение воздухов и умножение плодов земных; от глада, труса, огня и междоусобныя брани, от всяких бед и напастей нас избавити, да непостыдно совершим хождение наше пред Лицем Божиим.
Церкве же Святей, Православней благостояние и утверждение да дарует Господь, народу нашему и правителем его мудрость, согласие и страх Божий, союзом любви Христовой утверждаемый, нам же единомыслие веры, во еже утвердитися в любви и согласии, исполняюще волю Божию и его святые заповеди с благоговением и отрадою.
Да тако прославляется в делах наших Имя Божие от рода в род и во веки. Аминь!